# Toni Arbonès Petit
Toni Arbonès i Petit (Barcelona, 1960) és un periodista i escriptor català.

## Obra
- Històries d’una guerra invisible.  Barcelona: Columna, 2002. ISBN 978-84-664-0254-5.
- K2, massa alt per als nostres somnis.  Cossetània, 2013 (Annapurna). ISBN 978-84-9034-134-6.